# ウィリアム・ヘンリー・ハント (海軍長官)

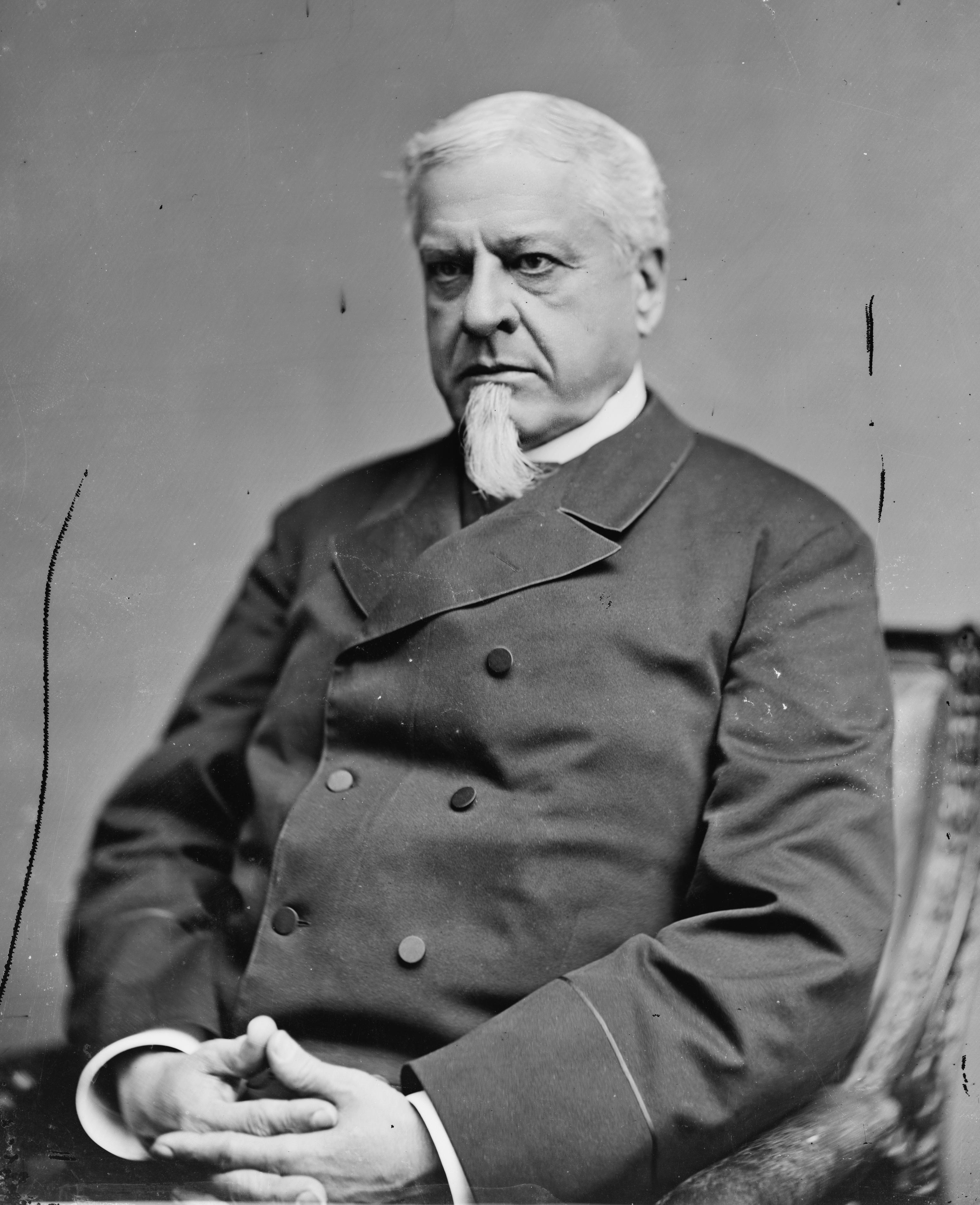
William H. Hunt

ウィリアム・ヘンリー・ハント（William Henry Hunt, 1823年6月12日 - 1884年2月27日）は、アメリカ合衆国の政治家。1881年から1882年まで第29代アメリカ合衆国海軍長官を務めた。

## 生涯

### 青年期
1823年6月、ハントはサウスカロライナ州チャールストンで生まれた。ハントはイェール大学で法学を学んだ後、ルイジアナ州ニューオーリンズにある兄の法律事務所で実務経験を積んだ。ハントは1844年に弁護士として認可を受けた。ハントはその後も兄の法律事務所で数年を過ごした後、ニューオーリンズ市内の法学大学院で商法および証拠法の教授となった。

### 南北戦争
1860年、ハントは南部諸州の連邦離脱の動きに反対し、北部合衆国のエイブラハム・リンカーン政権への支持を表明した。だが南部出身のハントは南部連合国陸軍から召集を受け、意に反して連合国中佐となった。ハントは合衆国提督デイヴィッド・ファラガトがニューオーリンズを占領するまで、辛うじて軍事作戦への関与を回避し続けた。

### 検事総長
1876年3月、ハントは共和党のルイジアナ州知事ウィリアム・ケロッグから州検事総長として指名を受け、着任した。そして同年7月、ハントは共和党候補として州検事総長選挙に立候補した。ハントと共和党はともに勝利を目指したが、ときの大統領大統領ラザフォード・ヘイズがルイジアナ州における民主党政権を容認したため、ハントは選挙に敗退した。その代償として1878年5月15日、ヘイズ大統領はハントを合衆国請求裁判所陪席裁判官に任命した。ハントは1881年3月まで陪席裁判官を務めた。

### 海軍長官
1881年3月、ジェームズ・ガーフィールドが大統領に就任すると、ガーフィルドはハントを海軍長官として指名した。ハントは海軍長官として、南北戦争後にアメリカ海軍の軍事力が大幅に削減されたことにより、もはや海軍は海外において国民を守ることができない状態であると報告した。ハントは合衆国で最初の海軍諮問委員会を設置し、海軍の再建を試みた。
だが1881年9月、ガーフィルド大統領が暗殺され、副大統領チェスター・A・アーサーが大統領に昇格すると、翌1882年4月、ハントを駐ロシア公使に指名し、大統領顧問団からハントを更迭した。

### 晩年
1884年2月、ハントは駐留中のサンクトペテルブルクで死去した。
ハントの死後、その功績を称えて、アメリカ海軍では以下の艦船にハントの名が付けられた。
- USS Hunt (DD-194)
- USS Hunt (DD-674)

## 家族
- 父親: トマス・ハント (Thomas Hunt, 1777-1830)
- 母親: ルイザ・ゲイラード (Louisa Gaillard, 1786-????)

- 妻: エリザベス・オーガスタ・リッジリイ (Elizabeth Augusta Ridgely, 1825-1864)
  - 結婚: 1823年6月12日、サウスカロライナ州チャールストンにて

- 子供:
  - ウィリアム・ヘンリー・ハント (William Henry Hunt, 1857-1949) - プエルトリコ総督
  - リヴィングストン・ハント (Livingston Hunt, 1859-1943)
  - ゲイラード・ハント (Gaillard Hunt, 1862-1923)